# Parkgate (County Antrim)
Parkgate is een plaats in het Noord-Ierse County Antrim. Parkgate telt 648 inwoners. Van de bevolking is 92,4% protestant en 4% katholiek.